# Violante do Céu Soares de Sousa
Violante do Céu Soares de Sousa, documentada como Violante Soares, foi uma mulher indígena descendente de Arariboia e herdeira de grandes propriedades, parte da sesmaria recebida por seu antepassado. Suas terras se localizavam, principalmente, próximas às Barreiras Vermelhas, como então eram conhecidos os terrenos de argila vermelha que se estendiam da Boa Viagem até a ponta do Gragoatá (atual Praia Vermelha), em Niterói. 
Foi casada com Domingos de Araújo, dono de uma fazenda com engenho de açúcar, que ali ergueu uma capela com invocação de São Domingos à face do mar da enseada. Segundo a tradição, das terras do engenho foram doadas cinquenta braças (110 metros) para património da ermida, que em 1736 rendiam 150 réis.
Domingos de Araújo morreu a 29 de fevereiro de 1652, com óbito registado na freguesia da Sé, deixando verba de testamento na qual deixa a sua mulher Violante Soares umas casas de sobrado que houvera de compra de Antonio Borges, com a obrigação de sustentar a imagem de São Domingos que estava na sua fazenda com todos os ornamentos que lhe fossem necessários, obrigação que cumpriu até à sua morte. Foi sucedida pelo filho de ambos Francisco de Araújo Soares, que em 1740 a vendeu a um Joaquim Álvares.
A capela constituiu-se como o núcleo original do povoado de São Domingos, sendo remodelada pela população local em 1842 e 1872. Encontrando-se muito arruinada em 1882, um novo templo foi erguido entre 1897 e 1901 ao lado do anterior, com traça do arquiteto Bianor de Mendonça. A atual Igreja de São Domingos de Gusmão foi inaugurada em 1902. Em maio de 1929, aqui foi criada a paróquia de São Domingos por D. José Pereira Alves, bispo de Niterói. Um dos sinos da capela original, trazido de Portugal e instalado em 1660, funcionou até 2015, ano em que foi substituído, sendo até então tocado através de uma corda.
Em São Domingos a fazenda da família foi dividida em várias chácaras ou sítios. Com isso, o povoado mencionado cresceu exponencialmente para o lado do atual centro de Niterói seguindo a Rua Visconde do Rio Branco, passando pela enseada de São Domingos ou, simplesmente, enseada de Domingos de Araújo. Na outra direção, a lenta expansão do bairro alcançou outras localidades que, mais tarde, receberam os nomes de Ingá, Boa Viagem e Icaraí.
Outra contribuição relevante foram as doações realizadas para a Igreja de Nossa Senhora da Conceição, localizada no centro de Niterói. Segundo pesquisadores, o terreno para edificação do templo media, originalmente, cerca de 360 metros. Sua localização ficava, aproximadamente, 500 metros da Praia Grande em um pequeno morro, à direita do caminho arenoso da restinga. Foi doado por escritura celebrada a 26 de agosto de 1671, sob o alpendre da ermida de São Domingos, pelos herdeiros do líder indígena Araribóia: Gaspar (ou Gastão) Soares de Souza e sua esposa Maria Soeiro Soares de Souza; Sebastiana Soares e seu esposo João da Rocha Paris; Margarida Soares, viúva de Vicente Miranda; e Violante do Céu Soares de Souza, já viúva de Domingos de Araújo.

## Interpretação moderna
A historiadora Suelen Siqueira Julio considera que os poucos vestígios históricos que existem sugerem que Violante possa ter tido um papel mais influente que aquele a que a História lhe relegou. Segundo a historiadora, a documentação e narrativas existentes desde o século XVII, produzidas sobretudo num contexto colonial, referem uma mulher geralmente vinculada ao marido, uma figura secundária sem iniciativas próprias. No entanto, para Siqueira Julio a história do estabelecimento da Igreja Católica em Niterói é indissociável da figura de Violante do Céu, demonstrada pela sua relação com a capela de São Domingos, não existindo um esforço por parte das autoridades para promover políticas que visem a consolidação da memória popular acerca do papel das mulheres indígenas como Violante na construção da cidade de Niterói.